# Muntanyes de Shillong
Les muntanyes de Shillong són una serralada a Meghalaya, part de les muntanyes Khasi, situades per damunt de la ciutat de Shillong, capital de l'estat. El punt més alt a25° 34′ 18″ N, 91° 55′ 43″ E / 25.57167°N,91.92861°E té una altura de 1.999 metres. La part superior està cobert amb arbres abundants. El cim s'anomena Shillong i la ciutat d'aquest nom en realitat es deia Laban, però els anglesos li van donar el nom de la muntanya que s'ha conservat.